# Stefan Łuskina
Stefan Odrowąż Łuskina (ur. 31 grudnia 1725, zm. 21 sierpnia 1793 w Warszawie) – jezuita, matematyk, fizyk, astronom, po kasacie zakonu właściciel i wydawca pierwszego regularnego dziennika w Polsce – Gazety Warszawskiej oraz tygodnika Kurier Polski (1729–1760).

## Życiorys

### Pochodzenie i działalność duszpasterska
Pochodził z niezamożnej witebskiej szlachty. Nauki pobierał w kolegium jezuickim w Witebsku, a 4 września 1742 jako bardzo młody chłopiec (17 lat) wstąpił do zakonu jezuitów. Następnie uczył się w Akademii Wileńskiej (1744–1747), a do 1749 wykładał gramatykę. Po dwuletnim nowicjacie uczył dzieci w szkołach jezuickich.

### Podróże i dalsze studia
Studiował matematykę, fizykę i astronomię w Wiedniu (1750–1752). Wysłany przez zakon na studia teologiczne do Rzymu (1752–1756), w trakcie których przyjął święcenia kapłańskie (1755). Kształcenie kontynuował w Rouen (1756–1757). Zwiedził Włochy, Francję i Niemcy. W Lotaryngii odwiedził starego króla Leszczyńskiego. Pełnił urząd jego kapelana w Lunéville we Francji w latach 1765–1766. Z podróży przywiózł przyrządy fizyczne i astronomiczne.
Był wykładowcą matematyki w Collegium Nobilium jezuitów w Warszawie (1759–1760) i przedmiotów przyrodniczych w kolegium jezuickim w Warszawie w latach 1760–1765. Był jego rektorem od 1772 do kasaty zakonu. W tym czasie podjął współpracę z „Wiadomościami Warszawskimi”. Król Stanisław August nadał mu tytuł Astronoma Królewskiego. Był w owym czasie jednym z najlepiej wykształconych ludzi w Polsce.

### Aktywność dziennikarska
Po kasacie jezuitów w roku 1773 postanowił zająć się dziennikarstwem i równocześnie prowadził handel winem (na kwarty i garnce) w piwnicach pojezuickich. W zamian za przekazanie królowi zbiorów gabinetu fizycznego otrzymał przywilej królewski na wydawanie Gazety Warszawskiej. Wydawał ją w latach 1773–1793. Gazeta ta krytykowana była za publikowanie rzeczy mających bardzo mały związek z potrzebami czytelników w Polsce, a będących raczej odbiciem sentymentów jej założyciela. Pomimo tego jednak pod względem informacyjnym pismo prezentowało bardzo wysoki poziom.

## Poglądy
Łuskina zwalczał idee rewolucji francuskiej, głównie ze względu na jej stosunek do Kościoła i religii. Protestował (pisząc nawet wiersze polemiczne) przeciwko ukazywaniu się Gazety Narodowej i Obcej, nazywając ją pismem kontrabandowym. Wiązał z Rosją nadzieje na wskrzeszenie zakonu jezuitów, dlatego wychwalał gorąco carycę Katarzynę (nie skasowała zakonu jezuickiego na obszarze zabranym Rzeczypospolitej w czasie I rozbioru). Jednocześnie pisał bardzo surowo o Hiszpanii oraz szczególnie wrogiej jezuitom dynastii Burbońskiej (gałęzi francuskiej i hiszpańskiej).

## Opinie na temat zakonnika
Były jezuita Adam Naruszewicz ocenił zasługi Łuskiny (pisownia oryginalna):

Czyś młódź w naukach rozmaitych ćwiczył,
Czyliś astronom biegły gwiazdy liczył,
Czyliś spraw bronił idąc prawdy torem
Zostałeś pierwszym prac i męstwa wzorem.
Lecz nie dość na tym, żeś zawsze i wszędy
Godnie włożone piastował urzędy,
Żeś twą nauką i wymową gładką
Ozdobą został zakonowi rzadką...

Z kolei współczesny Łuskinie autor anonimowej Przestrogi przyjecielskiej pisze o nim:

Zapomnij, mój Łuskino, żeś był jezuitą,
Powściągnij tę nienawiść i zemstę ukrytą.
Pomnij, żeś obywatel, że zemstę zawodzisz
Monarchy, gdy w gazetach nam baje rozwodzisz.
Miał on cię za człowieka rozumnego, gdy ci
Zlecił dzieje publiczne pozbierać na nici,
Narodowi na widok wystawić polskiemu,
By użyteczne były ziomkowi każdemu.
Wierz mi, nikt cię nie lubi, nie za twoje minki,
Ani za śmieszne w twoich gazetach przycinki....

## Prace
- Virtus amore et timore fortior sive Titus (Warszawa 1750)
- Starodawna sława prześwietnej akademii Zamojskiej obroniona (Warszawa 1761)
- Wenera w słońcu, czyli obserwacja astronomiczna przejścia planety Wenery przez płaszczyznę słoneczną (Warszawa 1761)
- Propositiones ex universa philosophia notis illustratae publicaeque disputationi expositae in Regio Collegio Varsaviensi Societatis Jesu (Warszawa 1763)